# 曾我物語

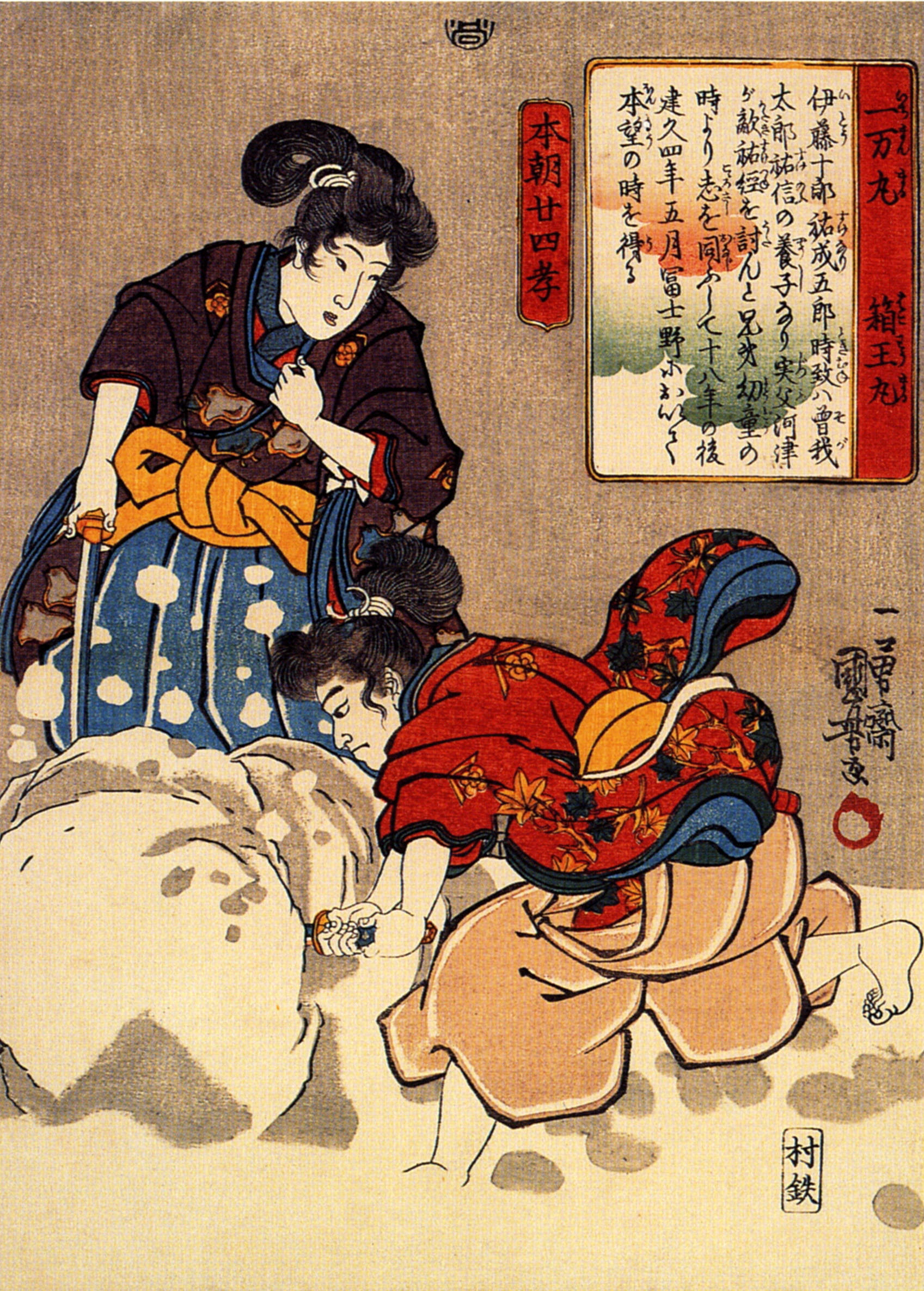
曾我兄弟／歌川國芳畫（江戶時代）

『曾我物語』（そがものがたり）是以鎌倉時代初期的曾我兄弟復仇事件為題材的軍記物語。作者不詳，有許多異本，多以最古早的『真名本曾我物語』為主。10巻或12巻構成。

## 概要
物語內容参照「曾我兄弟復仇事件」。

### 史實和虛構
建久4年（1193年）5月28日，富士巻狩之際發生的事件，正式文書除『吾妻鏡』以外未見記載，但是，『吾妻鏡』的記載是在事件將近100年後，非事件當時的記錄，內容有和『真名本曾我物語』的記述相似之處。但是，記載在『吾妻鏡』，所以，並非完全虛構。主旨的方向相異，但是，有鎌倉幕府意圖隱藏發生在將軍身邊的衝撃事件的痕跡，現在存在各種憶測。

### 曾我物語的成立
將隱藏的史實作為物語公諸於世的是在物語中也登場的虎御前，又稱虎女。物語以虎御前的口傳公開，從南北朝時代到室町・戰國時代持續流傳。關於曾我兄弟和虎女的史跡、傳承，流傳在北從福島、南到鹿兒島的許多區域。江戶時代，成為歌舞伎的「曾我物」演目，之後作為能、人形淨瑠璃上演。

### 主要的異本
- 真名本曾我物語
- 重須本曾我物語
- 大山寺本曾我物語
- 曾我記

等

## 關連項目
- 曾我兄弟復仇事件
- 虎御前
- 大磯町
- 高麗山
- 宮增

## 外部連結
- 曾我物語・國民文庫本
- 浮世絵に見る曾我物語 （小田原市サイト・おだわら百科事典より）
- 山梨縣立博物館 特別展「甲斐源氏」展 （页面存档备份，存于） 　収蔵する曾我物語図屏風（江戶前期・狩野派絵師）の精細画像